# Alburnoides manyasensis
Alburnoides manyasensis là một loài cá trong họ Cyprinidae, đây là loài cá mới được phát hiện tại Thổ Nhĩ Kỳ ở hồ Manyas, Anatolia.

## Đặc điểm
Loài này được phát hiện từ từ suối Koca, khu vực thoát nước của hồ Manyas, lưu vực biển Marmana ở Anatolia. Tên của loài này là một tính từ có nguồn gốc từ tên của hồ Manyas mà loài mới này có thể là loài đặc hữu. Loài A. manyasensis cư trú ở vùng nước trong chảy xiết với chất nền đá cuội và sỏi. Nó là một đại diện tương đối nhỏ của họ Cyprinidae với chiều dài cơ thể tối đa chỉ 3.6 inch (tương đương 92 mm). Nó được phân biệt bởi các điểm đen nhỏ ở hai bên sườn, đặc biệt là những điểm nổi bật ở phía trước thân.